# Unity Mitford
Unity Valkyrie Freeman-Mitford (Londres, 8 de agosto de 1914-Oban, 28 de mayo de 1948) fue una dama de la alta sociedad británica, famosa por ser partidaria de Adolf Hitler. Tanto en Reino Unido como en Alemania, Unity mostró abiertamente su apoyo al nazismo, al fascismo y al antisemitismo, formando parte del círculo íntimo de Hitler. Tras el estallido de la Segunda Guerra Mundial, Mitford intentó suicidarse en Múnich, permitiéndosele abandonar el país de manera oficial para regresar a Inglaterra en condición de inválida, no llegando a recuperarse jamás.

## Biografía

### Primeros años
Miembro de la familia Mitford, Unity fue la quinta de los siete hijos de David Freeman-Mitford, II barón Redesdale, y su esposa Sydney, hija de Thomas Gibson Bowles. Pese a nacer en Inglaterra, Unity fue concebida en la comunidad de Swastika, en Ontario (Canadá), donde su familia poseía minas de oro. Sus hermanos fueron Nancy (28 de noviembre de 1904-30 de junio de 1973), Pamela (25 de noviembre de 1907-12 de abril de 1994), Thomas (2 de enero de 1909-30 de marzo de 1945), Diana (17 de junio de 1910-11 de agosto de 2003), Jessica (11 de septiembre de 1917-22 de julio de 1996) y Deborah (31 de marzo de 1920-24 de septiembre de 2014), quien posteriormente se convertiría en duquesa de Devonshire. Los Mitford vivieron en Asthall Manor, en Asthall (Oxfordshire), siendo Unity educada en la St Margaret's School.
La biógrafa de Diana, Jan Dalley, afirma que «Unity encontraba la vida en su gran familia muy difícil porque llegó después de estas más inteligentes, más bonitas, más realizadas hermanas», mientras que otro biógrafo, David Pryce-Jones, sostiene lo siguiente: «Si vienes de un grupo de niños en una familia numerosa, debes hacer algo para asegurar tu individualidad, y pienso que a través de la experiencia de intentar forzar su camino entre sus hermanas y en la familia, decidió que iba a formar una personalidad contra todo». Se ha especulado que Unity se volvió favorable al nazismo como recurso para diferenciarse de los demás miembros de su familia, tal y como afirma Dalley: «Pienso que el deseo de impresionar era muy importante, era la forma en que ella se hizo especial. Cuando descubrió el nazismo y descubrió que era una oportunidad fantástica de impresionar a todo el mundo en Inglaterra descubrió la mejor provocación de todas».
Su hermana Jessica, con quien compartía habitación, era una ferviente comunista, motivo por el que ambas trazaron con tiza una línea para dividir la estancia. El lado de Jessica estaba decorado con un martillo y una hoz así como con imágenes de Lenin, mientras que el lado de Unity estaba decorado con esvásticas e imágenes de Hitler. A este respecto, Dalley sostiene que ambas «eran niñas virtualmente, no sabes cuanto [de ello] era sólo un juego, un juego que se volvió seriamente mortal en la vida adulta».

### Debut en sociedad
Mitford debutó en sociedad en 1932, mismo año en que su hermana Diana abandonó a su esposo para iniciar un romance con Oswald Mosley, fundador de la Unión Británica de Fascistas. Su padre, enfurecido por este hecho, prohibió a todos los miembros de la familia ver a Diana o a su esposo. Mitford desobedeció la orden y se reunió con Mosley aquel verano en una fiesta organizada por Diana. El hijo de Mosley, Nicholas, declaró lo siguiente: «Unity se convirtió en un miembro muy extrovertido del partido, [...] Se unió al partido de mi padre y solía hacer acto de presencia, solía andar con una camisa negra de uniforme, y solía acudir a reuniones comunistas y solía hacer el saludo fascista e interrumpir al orador. Ese es el tipo de persona que era». Según Nicholas, pese a que su padre admiraba la entrega de Unity, Mosley sentía que «no le estaba haciendo ningún bien, porque estaba haciendo una exhibición de sí misma».
Unity y Diana viajaron a Alemania como parte de la delegación británica de la Unión Británica de Fascistas con el fin de asistir al Congreso de Núremberg de 1933, siendo esta la primera vez que Unity vio a Hitler. Mitford declararía posteriormente: «La primera vez que lo vi supe que no había otro a quien prefiriese conocer». La biógrafa Anne de Courcy confirma este hecho: «El Congreso de Núremberg tuvo un profundo efecto en Diana y Unity... Unity estaba, por así decirlo, convencida sobre Hitler, pero esto convirtió la convicción en adoración. Desde entonces quiso estar cerca de Hitler tanto como fuese posible».

### Regreso a Alemania
Mitford regresó a Alemania en el verano de 1934, ingresando en una escuela de idiomas en Múnich próxima a los cuarteles del Partido Nazi. Dalley destaca que Unity «estaba obsesionada con conocer a Hitler, por lo que realmente se propuso acosarlo». Según Pryce Jones: 

Ella se propuso conseguir a Hitler, y descubrió que los movimientos de Hitler podían ser averiguados. Es una de las cosas extraordinarias de la vida cotidiana de Hitler que estuviese tan disponible para el público. Sabías en qué café estaría, sabías en qué restaurante estaría, en qué hotel, y él simplemente iría y conocería gente con bollos y pasteles pegajosos, y era posible conocerle así. Y tenía el hábito de comer en el Osteria Bavaria en Múnich y ella empezó a sentarse en el Osteria Bavaria todos los días. De modo que él tendría que ir a la parte frontal del restaurante donde estaba esta chica inglesa.

Tras diez meses, Hitler finalmente invitó a Unity a su mesa, donde hablaron aproximadamente treinta minutos. En una carta dirigida a su padre, Mitford escribió: «Fue el [día] más maravilloso y bonito de mi vida. Estoy tan feliz que no me importaría un poco morir. Supongo que soy la chica más afortunada del mundo. Para mí él es el hombre más grande de todos los tiempos». Hitler también estaba fascinado con Unity, sintiéndose impresionado por sus conexiones con la cultura alemana, incluyendo su segundo nombre, Valkyrie. El abuelo de Mitford, Algernon Bertram Freeman Mitford, había sido amigo de Richard Wagner, uno de los ídolos de Hitler, así como traductor de los trabajos de Houston Stewart Chamberlain, otra de las inspiraciones del político. Dalley afirma que «Hitler era extremadamente supersticioso, y creía que Unity le había sido enviada, que estaba destinada». Mitford subsecuentemente recibió invitaciones a congresos y celebraciones de carácter estatal, siendo descrita por Hitler como «un perfecto especimen de mujer aria».
Hitler y Mitford se volvieron muy cercanos, con el político utilizando a Unity contra su novia Eva Braun aparentemente con el objetivo de provocarle celos. Braun escribió sobre Mitford en su diario: «Es conocida como la Valquiria y se ve bien, incluyendo sus piernas. Yo, la amante del hombre más grande de Alemania y del mundo entero, me siento aquí esperando mientras el sol se burla de mí a través de los cristales». Braun volvió a ganarse la atención de Hitler tras un intento de suicidio, lo que provocó que Mitford viese las medidas desesperadas como necesarias para atraer la atención del político.
Mitford asistió al festival de las Juventudes Hitlerianas en Hesselberg con el amigo de Hitler Julius Streicher, donde pronunció un contundente discurso antisemita. Unity repitió subsecuentemente estos sentimientos en una carta abierta al periódico de Streicher, Der Stürmer, la cual rezaba: 

Los ingleses no tienen noción del peligro judío. Nuestros peores judíos trabajan solo detrás de escena. ¡Tenemos ganas de que llegue el día en que seamos capaces de decir Inglaterra para los ingleses! ¡Fuera con los judíos! ¡Heil Hitler!

P.S. porfavor publique mi nombre completo, quiero que todo el mundo sepa que soy enemiga de los judíos.

La carta causó ofensa a nivel público en Gran Bretaña, si bien Hitler recompensó a Unity con una insignia en forma de esvástica dorada y grabada, un palco privado en los Juegos Olímpicos de 1936 y un viaje al Festival de Bayreuth.

### Círculo íntimo de Hitler

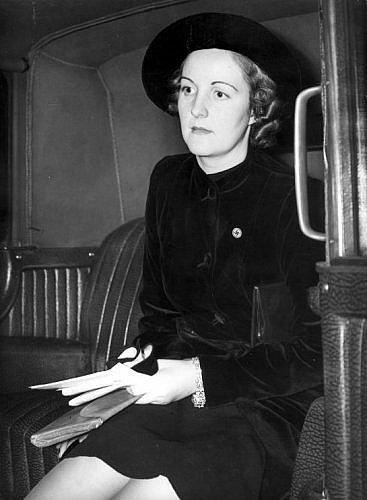
Unity Mitford en Londres en 1938

Desde entonces, Mitford pasó a formar parte del círculo íntimo de Hitler, en el cual permaneció durante cinco años. Cuando el político anunció el Anschluss en 1938, Unity apareció con él en el balcón en Viena, siendo posteriormente detenida en Praga por distribuir propaganda nazi. Pryce Jones afirma que «ella [Mitford] lo vio, al parecer, más de cien veces, ninguna otra persona inglesa podría haber tenido ningún acceso como ese a Hitler», lo que despertó las sospechas del Servicio de Inteligencia Secreto. El oficial del MI5 Guy Liddell escribió en su diario: «Unity Mitford ha estado en contacto íntimo y cercano con el Führer y sus partidarios por varios años, y era una ardiente y abierta partidaria del régimen nazi. Se había quedado atrás después del estallido de la guerra y su acción se había acercado peligrosamente a la alta traición». Un informe de 1936 llegó aún más lejos, proclamándola «más nazi que los nazis» y declarando que hizo el saludo de Hitler al cónsul general británico en Múnich, quien solicitó de inmediato que su pasaporte fuese confiscado. En 1938, Hitler dio a Unity la oportunidad de escoger entre cuatro apartamentos ubicados en Múnich, uno de ellos habitado por una pareja judía. Según informes, Mitford visitó este último apartamento para discutir sobre la decoración y el diseño del mismo mientras la pareja de judíos, a punto de ser deshauciada, lloraba en la cocina. Poco antes, Unity había estado residiendo en la casa de Erna Hanfstaengl, hermana del admirador y confidente de Hitler Ernst Hanfstaengl, la cual tuvo que abandonar cuando Hitler se enemistó con los Hanfstaengls.
Muchos nazis prominentes tenían sospechas acerca de la relación entre Mitford y Hitler. En sus memorias, Albert Speer declaró acerca del selecto grupo en torno al político: «Un acuerdo tácito prevalecía: Nadie debía mencionar políticas. La única excepción era Lady Mitford, quien incluso en los años posteriores de tensión internacional hablaba persistentemente para su país y de hecho solía suplicar a Hitler llegar a un acuerdo con Gran Bretaña. Pese a la desalentadora reserva de Hitler, ella no abandonó sus esfuerzos en todos aquellos años». Mitford pasaba los veranos en el Berghof, donde continuó discutiendo una posible alianza anglo-alemana con Hitler, llegando al extremo de proveer listas de partidarios y enemigos potenciales.
En el Festival de Bayreuth de 1939, Hitler advirtió a Unity y a Diana de que la inevitable guerra con Gran Bretaña estallaría en cuestión de semanas y de que ambas deberían regresar a su país. Diana volvió a Inglaterra mientras que Unity decidió quedarse en Alemania, pese a las súplicas de su familia de regresar. Tras la declaración de guerra a Alemania por parte de Gran Bretaña el 3 de septiembre de 1939, Unity enloqueció. Según declaraciones de Diana en una entrevista en 1999: «Ella me dijo que si había una guerra, la cual por supuesto todos terriblemente esperábamos no hubiese, se suicidaría porque no podría soportar vivir y ver a estos dos países desgarrarse el uno al otro en pedazos, a los cuales amaba». La mañana del 3 de septiembre, Mitford visitó al gauleiter Adolf Wagner para preguntar si sería detenida como enemiga aliada, obteniendo garantías de que no sería arrestada. Preocupado por su comportamiento, Wagner asignó a dos hombres para que la siguieran, si bien Unity se las arregló para librarse de ellos al momento de acceder al Jardín Inglés, en Múnich, donde cogió una pistola con el mango de perla, regalo de Hitler a modo de protección personal, y se disparó en la cabeza. Sobrevivió al intento de suicidio y fue hospitalizada en Múnich, donde Hitler la visitó con frecuencia. El político pagó sus deudas y llevó a cabo los preparativos necesarios para que Unity volviese a Inglaterra.

### Retorno a Gran Bretaña
En diciembre de 1939, Mitford fue trasladada a un hospital en Berna, en la neutral Suiza, donde su madre y su hermana Deborah acudieron a recogerla. En una carta a The Guardian en 2002, Deborah relató la experiencia: «No estábamos preparadas para lo que encontramos – la persona tumbada en la cama estaba desesperadamente enferma. Había perdido 28 libras (12,6 kg), era todo ojos enormes y cabello enmarañado, intacto desde que la bala atravesó su cráneo. La bala aún seguía en su cabeza, inoperable dijo el médico. No podía caminar, hablaba con dificultad y era una personalidad cambiada, como alguien que ha tenido un derrame cerebral. No solo era su apariencia impactante, era una extraña, alguien que no conocíamos. La trajimos de vuelta a Inglaterra en una ambulancia amarrada a un tren. Cada sacudida era una agonía para ella».
Afirmando no poder recordar nada del incidente, Mitford volvió a Inglaterra con su madre y su hermana en enero de 1940 en medio de una gran afluencia de periodistas, a quienes comentó: «Estoy feliz de estar en Inglaterra, incluso si no estoy de vuestro lado», lo que provocó demandas públicas de encarcelamiento por traidora. Gracias a la intervención del Ministro del Interior del Reino Unido John Anderson a petición del padre de Mitford, se permitió a Unity vivir el resto de su vida con su madre en la casa familiar de Swinbrook, en Oxfordshire. Bajo el cuidado de Hugh Cairns, neurocirujano en el Nuffield Orthopaedic Centre, en Oxford, «aprendió a caminar de nuevo, pero nunca se recuperó completamente. Era incontinente e infantil». Su edad mental era la misma que la de un niño de diez años, llegando James Lees-Milne a referirse a ella como «una niña sofisticada». Unity tenía tendencia a hablar de manera incesante, tenía dificultad para concentrarse, y mostraba un inusual gran apetito a la vez que pocos modales en la mesa. No obstante, Mitford seguía mostrando algo de la devoción que sentía por el partido nazi; la amiga de la familia Billa Harrod declaró que Unity había dicho que deseaba tener hijos y llamar Adolf al primogénito.
A partir de 1943, Unity pasó también largas temporadas en Hillmorton, un suburbio de Rugby, en Warwickshire, con el vicario local y su familia. Mitford tenía deseos de visitar a su hermana Diana en el centro penitenciario Holloway Prison, motivo por el cual Norah Elam se ofreció a cuidar de Unity en su casa en Logan Place por un breve periodo de tiempo. Norah y su esposo Dudley acompañaron a Mitford cuando fue a visitar a Diana y a Oswald Mosley a la cárcel el 18 de marzo de 1943.
Según informes, hasta el 11 de septiembre de 1941 Mitford mantuvo una relación con el piloto de la RAF John Andrews, quien se hallaba en la cercana base aérea RAF Brize Norton. El MI5 tuvo constancia de esto e informó de ello al Ministro del Interior del Reino Unido Herbert Morrison en octubre. Andrews, empleado de un banco, esposo y padre, fue «removido tan lejos como la extensión limitada de las Islas Británicas permiten», siendo reubicado al norte de Escocia, donde murió en un accidente con un Spitfire en 1945. Las autoridades concluyeron finalmente que Mitford no representaba una amenaza significativa.

### Muerte

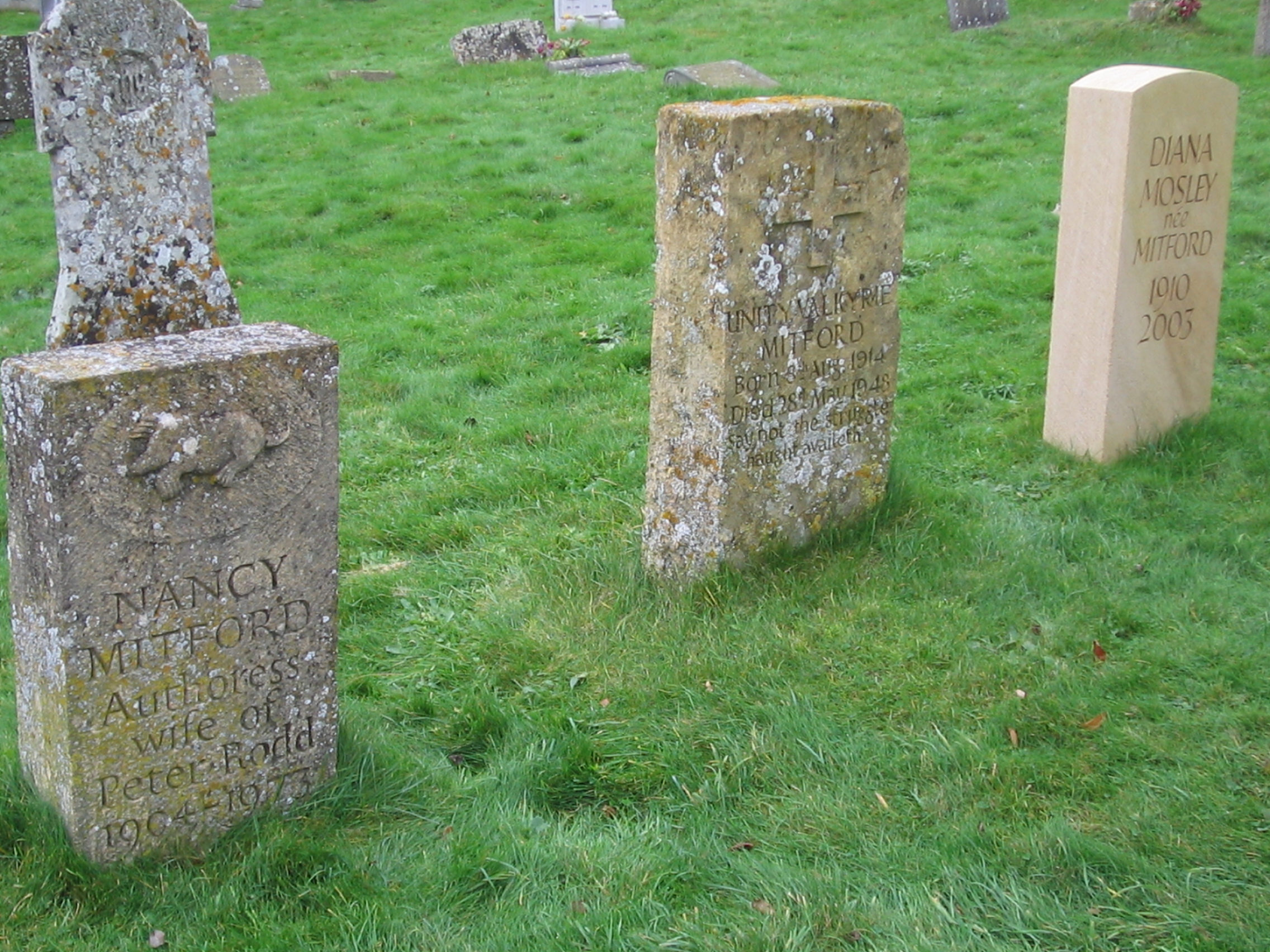
Tumba de Unity Mitford, situada entre las de sus hermanas Nancy (izquierda) y Diana (derecha)

Mitford enfermó gravemente durante una visita a Inch Kenneth, una isla propiedad de la familia, siendo conducida a un hospital en Oban, donde los médicos llegaron a la conclusión de que era demasiado peligroso extraer la bala de su cabeza. El 28 de mayo de 1948, Unity falleció a causa de una meningitis provocada por una tumefacción cerebral alrededor de la zona donde se hallaba la bala, siendo enterrada en el cementerio de Swinbrook. La inscripción de su lápida reza lo siguiente: «No digas que la lucha no sirve de nada».

## Controversia

### Un intento de suicidio falso
El 1 de diciembre de 2002, tras la desclasificación de varios documentos (incluyendo el diario del oficial del MI5 Guy Liddell durante la guerra), el periodista e investigador Martin Bright publicó un artículo en The Observer en el cual afirmaba que el ministro del Interior John Anderson intervino con el fin de evitar que Mitford fuese cuestionada a su regreso a Inglaterra. Así mismo, Bright alegó que el intento de suicidio, el cual «se ha convertido en parte del mito Mitford», pudo haber sido inventado a modo de excusa para evitar un interrogatorio.
En el artículo, Bright señaló que los fotógrafos de prensa y otros observadores presentes cuando Mitford llegó a Gran Bretaña el 3 de enero de 1940, acompañada por un séquito en el cual Bright afirma se encontraban otros partidarios nazis, dijeron no encontrar signos externos de su intento de suicidio. El diario de Liddell indica lo siguiente en una anotación efectuada el 2 de enero: «No teníamos evidencia para apoyar las alegaciones de la prensa de que estaba en un serio estado de salud y bien podría ser que fuese traída en una camilla con el fin de evitar publicidad y disgustos a su familia». Liddell quiso buscar a Mitford tras su regreso, pero el ministro del Interior se lo impidió. El 8 de enero, Liddell anotó la recepción de un informe por parte de los oficiales responsables de reunirse con Mitford y su comitiva a su llegada en el cual declaraban la inexistencia de señales de una herida de bala.
Rupert Mitford, VI barón Redesdale y primo de Unity, rechazó dichas acusaciones alegando que pese a su pasión por las teorías conspirativas, la idea de que Mitford hubiese fingido su intento de suicidio era algo excesivo, afirmando no obstante que mucha gente se preguntaba cómo era posible que Unity hubiese podido ponerse de pie poco después del incidente. Del mismo modo, su hermana Deborah refutó las afirmaciones de Bright declarando que el séquito que acompañó a Unity a su regreso estaba compuesto por ella y por su madre y que no recordaba haber sido perseguidas después de su retorno. Sostuvo también que Unity no podía caminar, que hablaba con dificultad y que su personalidad era distinta, afirmando también estar en posesión de informes médicos elaborados por el neurocirujano Cairns, incluyendo una prueba de rayos X con la bala claramente visible alojada en el cráneo. En un artículo posterior para New Statesman, Bright afirmó que Liddell estaba equivocado y que Mitford sí se había disparado en la cabeza.

### Un hijo de Hitler
En diciembre de 2007, Bright publicó un artículo en New Statesman afirmando que tras la publicación de un artículo previo sobre Mitford, había recibido una llamada de una persona identificada como Ms. Val Hann, quien le ofreció información sobre Unity. Hann declaró que durante la guerra, su tía Betty Norton había dirigido Hill View Cottage, un hospital materno infantil privado en Oxford, donde Mitford había sido paciente. De acuerdo con la leyenda familiar de Hann, la cual pasó de Betty a su hija y de esta a Val, Mitford se había registrado en dicho hospital a su regreso a Inglaterra, donde dio a luz a un hijo de Hitler el cual fue subsecuentemente dado en adopción.
Bright, quien dudaba de la veracidad de la historia, viajó a Wigginton, Oxfordshire, donde el dueño del Hill View confirmó que Norton había dirigido el centro durante la guerra. Bright conoció a Audrey Smith, residente del pueblo cuya hermana había trabajado en el hospital. Smith declaró haber visto a Unity «envuelta en una manta y muy enferma», pero insistió en que estaba allí para recuperarse de una crisis nerviosa y no para dar a luz. Bright se puso en contacto con Deborah Mitford, quien denunció las habladurías del pueblo y declaró que podría utilizar el diario de su madre como prueba. Bright consultó el Archivo Nacional y encontró un documento sellado sobre Unity. Tras recibir un permiso especial para abrirlo, Bright descubrió que en octubre de 1941, durante su estancia en la casa familiar de Swinbrook, Mitford había estado manteniendo una relación con un piloto casado de la RAF, arrojando este hecho serias dudas sobre su invalidez.
Bright abandonó la investigación, mencionando la historia a un ejecutivo de Channel 4 quien pensó que podría ser un buen tema para un reportaje. Investigaciones posteriores fueron llevadas a cabo como parte de la filmación del documental Hitler's British Girl, las cuales incluyeron una visita al registro de Oxfordshire, donde se constató el anormalmente elevado número de nacimientos registrados en el Hill View en aquella época, lo cual permitió confirmar su funcionamiento como hospital materno infantil. No se hallaron registros sobre Mitford, si bien muchos de los nacimientos producidos no llegaron a ser registrados. La publicación del artículo y la retransmisión del documental provocaron especulación en los medios acerca de la posibilidad de que un hijo de Hitler pudiese estar viviendo en Reino Unido.